# Фотогенія
«Фотогені́я» -— робота Луї Деллюка, французького кінорежисера, сценариста і кінокритика, теоретика кіно.
Уперше, як стверджує в «Історії теорій кіно» Гвідо Арістарко, термін «фотогенія» був введений другом Луї Деллюка — Річотто Канудо. Так само в руслі теорії фотогенії працювали Леон Муссінак, Жан Епштейн і Жермен Дюлак.

## Зміст
Луї Деллюк спробував визначити специфічну природу кіномистецтва, його відмітні особливості, виразні і образотворчі можливості. Він розглядав «фотогенію» як суму художніх елементів, що відрізняють кіно від інших видів мистецтва. Він підкреслював, що зйомка предметів і людей дає тільки зовнішнє уявлення про них. Це, власне, тільки фотографування явища. Завдання кіно — бачити глибше. Людина, знята на плівку, має бути не просто красива — вона має бути виразною. Істинно фотогенічним є тільки те, що осмислено і розумно.
У бурхливій обстановці післявоєнних років, коли в мистецтві виникали усе нові й нові декадентські напрями, Деллюк залишався відданим теорії і практиці імпресіонізму. З цих позицій він підходив і до питань фотогенії кіно.

### Кінозйомка
Кінозйомку він вважав незамінною там, де треба було зафіксувати миттєвість і неповторність явищ навколишньої дійсності… «раптом, ненавмисно побачити на плівці або пластинці, що якийсь перехожий, випадково схоплений об'єктивом, має рідкісну для нього виразність… що дерева, вода, тканини, тварини відрізняються низкою характерних рухів, виявлення яких так нас хвилює».
Деллюк стверджував, що головне в кіно — це індивідуальне бачення, від якого залежить і настрій і повнота драматичного сприйняття. Він обурювався обмеженістю прокатників, які вимагали від операторів, щоб на екрані «усе було видно». Деллюк запитував: чому людина в житті бачить туманні контури, неясні контури, а фільм з незрозумілих причин не повинен показувати те, що бачить око людини?

### Художня виразність
Л. Деллюк підкреслював, що усі компоненти художньої виразності мають бути осмислені, у тому числі світло і ритм. Вони повинні допомагати глядачам гостріше відчути драму, що відбувається на екрані.
Л. Деллюк різко заперечував проти надмірного захоплення технічними можливостями кіно, пристрасті до різних прийомів зйомки — напливів, контражурів, подвійної експозиції і т. д. Прагнучи реалістично показати події, він вважав необхідним об'єднувати усі компоненти фільму: декорації, акторів, натуру.

### Проблемаактора
Торкаючись проблеми актора, Деллюк затверджував примат внутрішнього змісту над зовнішністю. Він різко засуджував тих, хто намагався звести усі завдання фотогенії до хорошої фотографії, до зовнішньої красивості.